# Oueilloux
Oueilloux település Franciaországban, Hautes-Pyrénées megyében. Lakosainak száma 151 fő (2022. január 1.). Oueilloux Lhez, Bordes, Fréchou-Fréchet, Hitte, Luc, Mascaras, Oléac-Dessus és Tournay községekkel határos.

## Népesség
A település népességének változása:
| Lakosok száma | 171  | 172  | 183  | 179  | 169  | 160  | 150  | 155  | 151  |
|               | 2013 | 2015 | 2016 | 2017 | 2018 | 2019 | 2020 | 2021 | 2022 |